# Badacsony (vindistrikt)

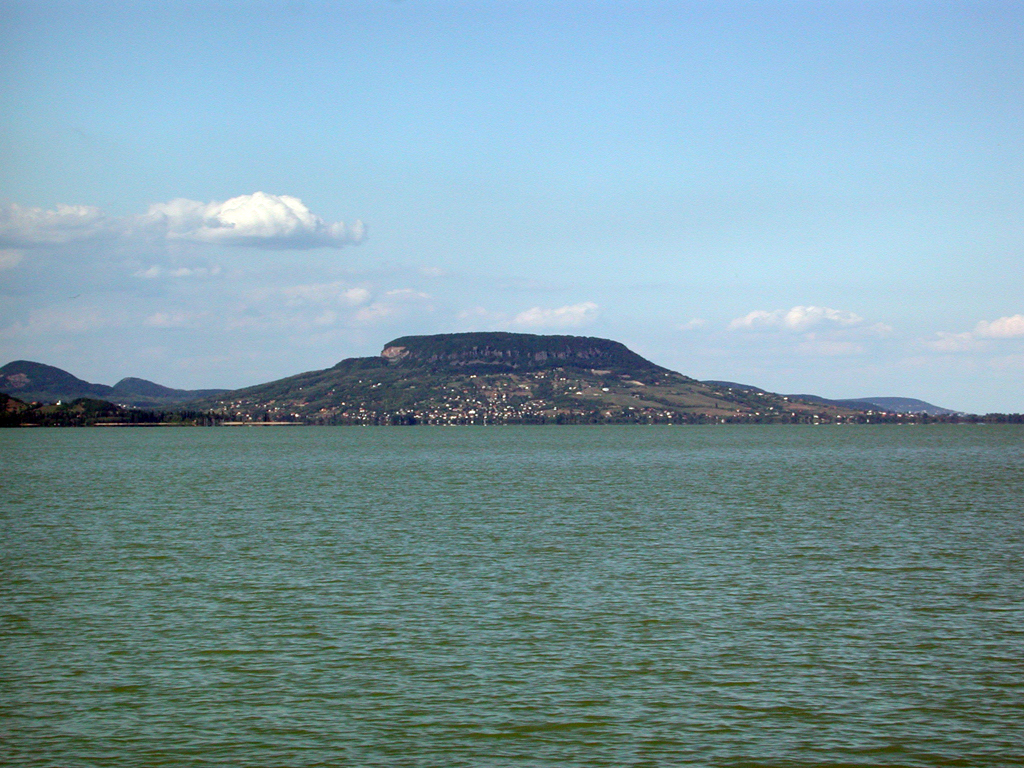
Berget Badacsony med vingårdar

Badacsony är ett vindistrikt vid Balatonsjöns norra strand i västra Ungern i landskapet Veszprém och omfattar ca 1300 hektar vinodling. Jordarten har inslag av vulkaniskt material.
Vinodlingarna ligger bl.a. kring den sedan länge utslocknade vulkanen Badacsony. Vinerna är uteslutande vita och görs framför allt på druvsorterna Pinot gris, kallad Szürkebarát "gråmunk" på ungerska, och Kéknyelű.